# Lucas Nilsson (person inom IOGT-NTO)
Carl Lucas Jonathan Nilsson, född 27 december 1990 i Höörs kommun, är sedan 2021 förbundsordförande för IOGT-NTO och var tidigare förbundssekreterare för Förbundet Vi Unga. Han har även arbetat på Nocturum.
Lucas Nilsson gick med i Ungdomens Nykterhetsförbund (UNF) när han var 18 år gammal och var bildningsledare i UNF:s förbundsstyrelse. Han blev vice förbundsordförande för IOGT-NTO 2019.
Han har medverkat i olika poddar som “Supa Knarka Folkuppfostra”, “Health for Wealth”, “Accentpodden”, “Framtidsstudion”, och “SANDT!”, Han har även skrivit debattartiklar i tidningar som Aftonbladet, Expressen, Svenska Dagbladet och Dagens Nyheter. Där har han skrivit om alkoholkulturen, gårdsförsäljning av alkohol, och om man borde sänka alkoholskatten eller inte. Han har även diskuterat alkoholpolitik och cannabis i Sveriges Radio.